# Arroyo Bellaco (Argentina)
El arroyo Bellaco es un pequeño curso de agua de la cuenca hidrográfica del río Uruguay, ubicado en la provincia argentina de Entre Ríos. 
Nace al sur de la ciudad de Gualeguaychú, en el departamento del mismo nombre y se dirige con rumbo noreste hasta desembocar en el río Uruguay cerca de la desembocadura del río Gualeguaychú.
- Datos: Q5705522